# 黄芊芊
黄芊芊（2002年2月23日—），中国女子击剑运动员，2022年亚洲击剑锦标赛女子重剑团体铜牌得主、2023年亚洲击剑锦标赛女子花剑团体银牌得主、2022年亚洲运动会女子花剑个人和女子花剑团体金牌得主。